# Francis Marion
Francis Marion (26 de febrero de 1732  - 27 de febrero de 1795) fue un oficial militar que sirvió en la Guerra de Independencia de los Estados Unidos (1775-1783). Actuando con las comisiones de la milicia del Ejército Continental y Carolina del Sur, fue un adversario persistente de los británicos en su ocupación de Carolina del Sur y Charleston en 1780 y 1781, incluso después de que el Ejército Continental fuera expulsado del estado en la batalla de Camden.

## Infancia y juventud
El abuelo de Marion, Gabriel, era un hugonote que emigró a las colonias de Francia antes de 1700. Francis Marion nació en la plantación de su familia en Condado de Berkeley, Carolina del Sur, c. 1732. Tuvo dos hermanas.
Alrededor de los 15 años, fue contratado en un barco con destino a las Indias Occidentales que se hundió en su primer viaje. La tripulación escapó en un bote salvavidas, pero Marion tuvo que pasar una semana en el mar antes de llegar a tierra. Durante los años siguientes, dirigió la plantación de la familia.

## Guerra Franco - India
Marion empezó su carrera militar poco antes de su 25.º cumpleaños. El 1 de enero de 1757, Francis y su hermano, Job, fueron reclutados por el capitán John Postell para servir en la Guerra franco - india y expulsar a los indios Cheroqui de la frontera. En 1761, Marion se desempeñó como teniente del capitán William Moultrie en una campaña contra los Cheroqui utilizando tácticas de tierra arrasada, destruyendo muchas aldeas indias y quemando cultivos para hacerlos morir de hambre.

## Guerra de Independencia de los Estados Unidos

### Servicio temprano
El 21 de junio de 1775, Marion fue comisionado como capitán en el 2.º Regimiento de Carolina del Sur bajo William Moultrie, con quien sirvió en junio de 1776 en la defensa de Fort Sullivan (hoy conocido como Fort Moultrie), en el puerto de Charleston.
En septiembre de 1776, el Congreso Continental comisionó a Marion como teniente coronel. En el otoño de 1779, participó en el sitio de Savannah, un intento fallido por parte de los norteamericanos de capturar y recuperar la capital colonial de Georgia, que había sido tomada previamente por los británicos.

### Caída de Charleston
Una expedición británica al mando de Henry Clinton fue a Carolina del Sur a principios de la primavera de 1780 y puso sitio a Charleston. Marion no fue capturado con el resto de la guarnición cuando cayó Charleston el 12 de mayo de 1780, porque se había roto el tobillo en un accidente y había abandonado la ciudad para recuperarse. Clinton formó parte del ejército británico que había capturado a Charleston de regreso a Nueva York, pero un número significativo se quedó para las operaciones bajo Lord Cornwallis en las Carolinas.
Después de la pérdida en Charleston, las derrotas del general Isaac Huger en Moncks Corner y el teniente coronel Abraham Buford en la masacre de Waxhaw (cerca de la frontera de Carolina del Norte, en lo que hoy es el condado de Lancaster), Marion organizó una pequeña unidad, que al principio consistió en entre 20 y 70 hombres y fue la única fuerza que se opuso al ejército británico en el estado. En este punto, Marion todavía estaba casi lisiado por la lenta curación del tobillo.

### Guerra de Guerrillas

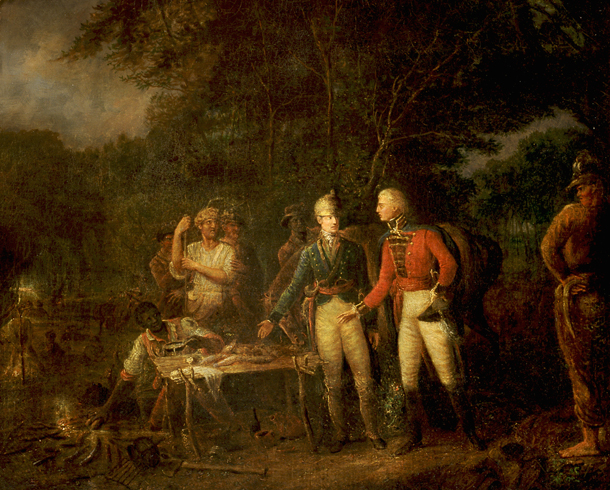
El general Marion invita a un oficial británico a compartir su comida por John Blake. Su esclavo Oscar Marion arrodilla en el dejado del grupo.

Marion se unió al general de división Horatio Gates el 27 de julio justo antes de la batalla de Camden, pero Gates se había formado una baja opinión de Marion. Gates envió a Marion hacia el interior para reunir información sobre el enemigo británico. Marion se perdió la batalla, que resultó ser una victoria británica decisiva.
Marion demostró ser un líder singularmente capaz de milicianos irregulares y despiadado en su terror a los leales. A diferencia de las tropas continentales, los hombres de Marion, como se les conocía, servían sin paga, suministraban sus propios caballos, armas y, a menudo, su comida.
Marion rara vez entregaba a sus hombres a la guerra frontal, pero sorprendía repetidamente a cuerpos más grandes de leales o regulares británicos con rápidos ataques sorpresa y una retirada igualmente rápida del campo. Después de la rendición de Charleston, los británicos guarnecieron a Carolina del Sur con la ayuda de los conservadores locales, a excepción de Williamsburg (el actual Pee Dee), que nunca pudieron sostener. Los británicos hicieron un intento de guarnecer a Williamsburg en la aldea colonial de Willtown, pero fueron expulsados por Marion en la batalla de Black Mingo.
Cornwallis observó que «el coronel Marion había arrastrado las mentes de la gente, en parte por el terror de sus amenazas y la crueldad de sus castigos, y en parte por la promesa de saqueo, que apenas había un habitante entre Santee y Pee Dee que no se levantara en armas contra nosotros».

### Tarleton

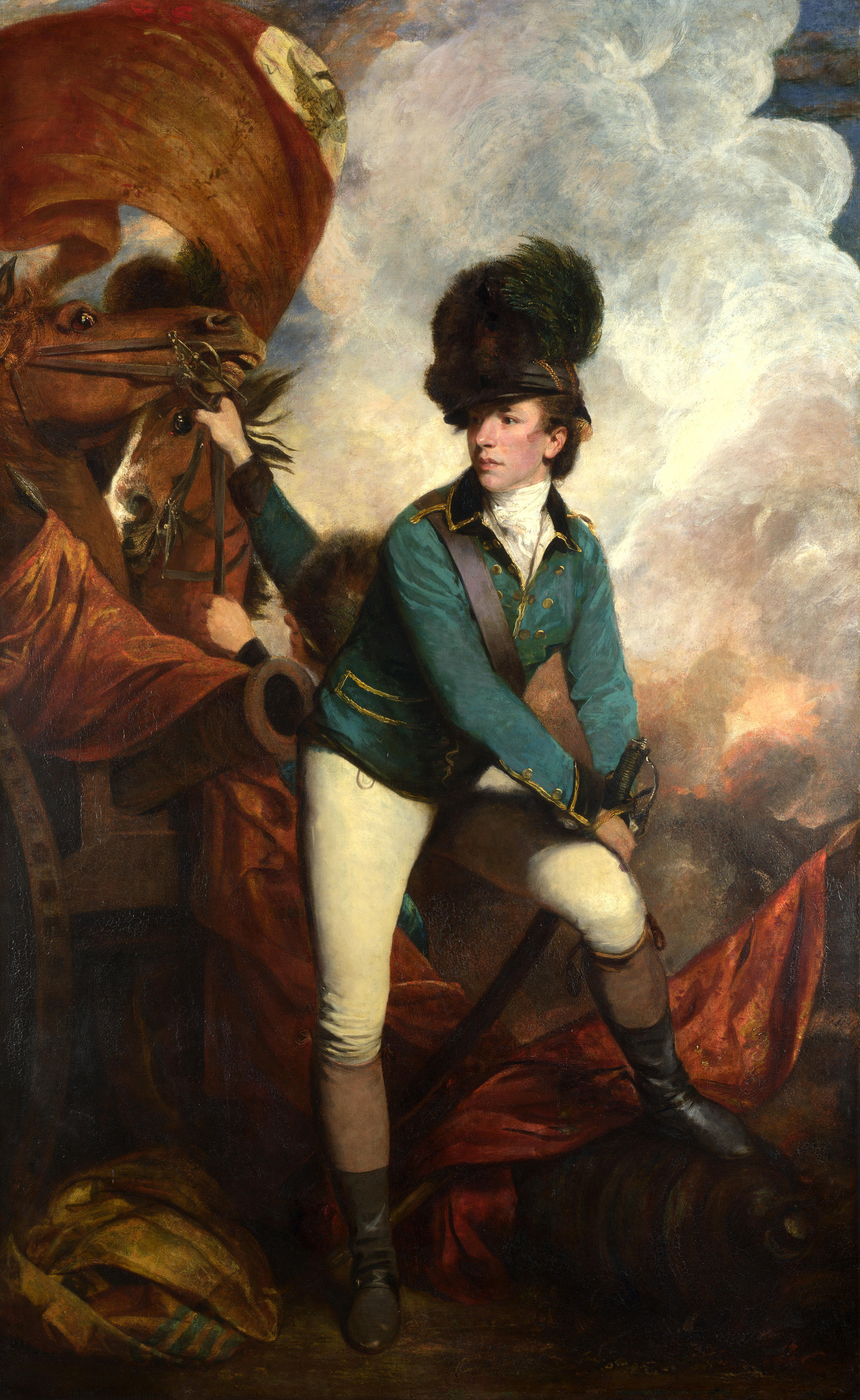
Banastre Tarleton

Los británicos odiaban especialmente a Marion e hicieron repetidos esfuerzos para neutralizar su fuerza, pero la recopilación de inteligencia de Marion fue excelente y la de los británicos fue pobre, debido a la abrumadora lealtad de la población por parte de los patriotas en el área de Williamsburg.
El coronel Banastre Tarleton fue enviado para capturar o matar a Marion en noviembre de 1780; se desesperó por encontrar al "viejo zorro del pantano", que lo eludió viajando por caminos de pantanos. Fue Tarleton quien le dio a Marion su apodo de guerra cuando, después de perseguir sin éxito a las tropas de Marion por más de 26 millas a través de un pantano, se dio por vencido y juró "por este maldito viejo zorro, el mismo Diablo no pudo atraparlo" Una vez que Marion demostró su habilidad en la guerra de guerrillas, convirtiéndose en una seria molestia para los británicos, el gobernador John Rutledge (exiliado en Carolina del Norte) le encargó a un general de brigada de las tropas estatales.
A Marion también se le encomendó la lucha contra grupos de esclavos liberados trabajando o luchando junto a los británicos. Recibió una orden del gobernador de Carolina del Sur para ejecutar a los negros sospechosos de llevar provisiones o reunir información para el enemigo "de acuerdo con las leyes de este estado".

### Eutaw Springs
Cuando el mayor general, Nathanael Greene, tomó el mando en el sur, Marion y el teniente coronel Henry Lee recibieron órdenes en enero de 1781 de atacar Georgetown, pero no tuvieron éxito. En abril tomaron Fort Watson y en mayo capturaron Fort Motte, y lograron romper las comunicaciones entre los puestos británicos en las Carolinas. El 31 de agosto, Marion rescató una pequeña fuerza estadounidense atrapada por 500 soldados británicos, bajo la dirección del comandante C. Fraser. Por esta acción recibió el agradecimiento del Congreso Continental. Marion comandó el ala derecha bajo el General Greene en la batalla de Eutaw Springs.
En enero de 1782, fue elegido para una nueva Asamblea Estatal en Jacksonborough y dejó a sus tropas para ocupar su asiento. Durante su ausencia, su brigada se desanimó, especialmente después de una salida de un británico en Charleston, y se informó que hubo una conspiración para entregarlo a los británicos. Pero en junio de ese año, sofocó un levantamiento leal en las orillas del río Pee Dee. En agosto dejó su brigada y regresó a su plantación. En 1782, el Parlamento británico suspendió las operaciones ofensivas en América, y en diciembre de 1782, los británicos retiraron su guarnición de Charleston. El tratado de París puso fin a la guerra.

## Vida posterior y muerte
Marion regresó a su plantación para descubrir que había sido quemada durante los combates. Sus esclavos se habían escapado para luchar por los británicos y luego fueron evacuados de Charleston. Tomó prestado dinero para comprar esclavos para su plantación..
Después de la guerra, Marion se casó con su prima, Mary Esther Videau.
Marion sirvió varios términos en el Senado del estado de Carolina del Sur. En 1784, en reconocimiento a sus servicios, se convirtió en comandante de Fort Johnson, Carolina del Sur, en una posición virtual de sinecura, con un salario de $ 500 por año. Murió en su finca en 1795, a la edad de 63 años, y fue enterrado en el cementerio de Belle Isle Plantation en el condado de Berkeley, Carolina del Sur.

## Leyendas y opiniones modernas sobre Marion.
La memoria pública de Francis Marion se ha formado en gran parte por la primera biografía sobre él, The Life of General Francis Marion (La vida del general Francis Marion) escrito por M. L. Weems (también conocido como Parson Weems, 1756–1825) Basado en las memorias del oficial de Carolina del Sur Peter Horry. The New York Times describió a Weems como uno de los "primeros hagiógrafos" de la literatura estadounidense "que elevó al Zorro del Pantano, Francis Marion, al panteón estadounidense". Weems es conocido por haber inventado la anécdota apócrifa del "cerezo" sobre George Washington, y "La vida de Marion recibió un adorno similar", como escribió Amy Crawford en la revista Smithsonian en 2007.
En la novela de 1835 Horse-Shoe Robinson, de John Pendleton Kennedy, un romance histórico ambientado en el contexto de las campañas del Sur en la Revolución Americana, Marion aparece e interactúa con los personajes de ficción. En el libro se le muestra como decisivo, emprendedor y valiente..
Hans Conreid interpretó a Marion en un episodio de la serie de televisión Cavalcade of America titulado "The Swamp Fox", transmitida el 25 de octubre de 1955.
Walt Disney Productions produjo The Swamp Fox, una miniserie de ocho episodios sobre Marion, que se emitió de 1959 a 1961. Estuvo protagonizada por Leslie Nielsen como Marion, y Nielsen también fue uno de los cantantes del tema. La serie muestra a Mary Videau (en la serie no tiene relación familiar con Marion) actuando en secreto como informante de Marion sobre los movimientos británicos y el sobrino de Marion, Gabriel Marion, fue asesinado por los leales, lo que provocó que Marion buscara venganza de los responsables.
Francis Marion fue una de las influencias del personaje principal de Benjamin Martin en la película de 2000 El patriota, que, según Crawford, «exageró la leyenda de Swamp Fox para toda una nueva generación». El contraste entre la descripción de la película de Martin «como un hombre de familia y un héroe que derrota por sí solo a innumerables británicos hostiles» y el Marion de la vida real fue uno de los «descuidos notorios» que la revista TIME citó al mencionar El patriota como número una de sus «10 películas históricamente más engañosas» en 2011. En la película, el personaje de ficción Benjamin Martin (Mel Gibson) describe la violencia que cometió en la guerra franco - india.
Alrededor del momento del lanzamiento de El patriota, los comentarios en la prensa británica desafiaron la noción estadounidense de Francis Marion como un héroe. En el Evening Standard, el autor británico Neil Norman llamó a Francis Marion «un tipo completamente desagradable que era, básicamente, un terrorista».
Al mismo tiempo el  historiador británico Christopher Hibbert describió a Marion como «... muy activa en la persecución de los indios cheroqui y no en absoluto el tipo de persona que debería ser celebrada como un héroe. La verdad es que las personas como Marion cometieron atrocidades tan malas, si no peores, que aquellas perpetradas por los británicos».
En un comentario publicado en National Review, el presentador de radio conservador Michael Graham rechazó críticas como las de Hibbert como un intento de reescribir la historia:
¿Fue Francis Marion un dueño de esclavos? ¿Era un guerrero decidido y peligroso? ¿Cometió actos en una guerra del siglo XVIII que consideraríamos atroces en el mundo actual de paz y corrección política? Como otro gran héroe del cine estadounidense podría decir: "Tienes razón". Eso es lo que lo convirtió en un héroe, hace 200 años y hoy..
Michael Graham también se refiere a lo que él describe como "el trabajo indiscutible del principal historiador de Carolina del Sur, el Dr. Walter Edgar, quien señaló en su 1998 'South Carolina: A History' que los partidarios de Marion eran" una banda irregular de voluntar'ios blancos y negros"
El historiador británico Hugh Bicheno comparó al general Marion con los oficiales británicos Tarleton y el mayor James Wemyss; Bicheno, refiriéndose a los oficiales británicos y a Marion, escribió: "... todos torturaron prisioneros, colgaron a los guardabosques, abusaron de la libertad condicional y las banderas de tregua, y les dispararon a sus propios hombres cuando no pudieron cumplir con los estrictos estándares que conjunto."

Según Crawford, las biografías de los historiadores William Gilmore Simms ("La vida de Francis Marion") y Hugh Rankin pueden considerarse exactas. La introducción a la edición de 2007 del libro de Simms (originalmente publicado en 1844) fue escrita por Sean Busick, profesor de historia estadounidense en la Universidad Estatal de Atenas en Alabama, quien dice que, según los hechos, "Marion merece ser recordada como uno de los héroes de la guerra por la independencia". Crawford Comentó:
Francis Marion era un hombre  de su tiempo:  posea esclavos, y  luchó en una campaña brutal contra los indios Cherokee. Aunque no fue noble para los estándares de hoy, la experiencia de Marion en la Guerra francesa e india le preparó para el servicio más admirable.

## Hitos

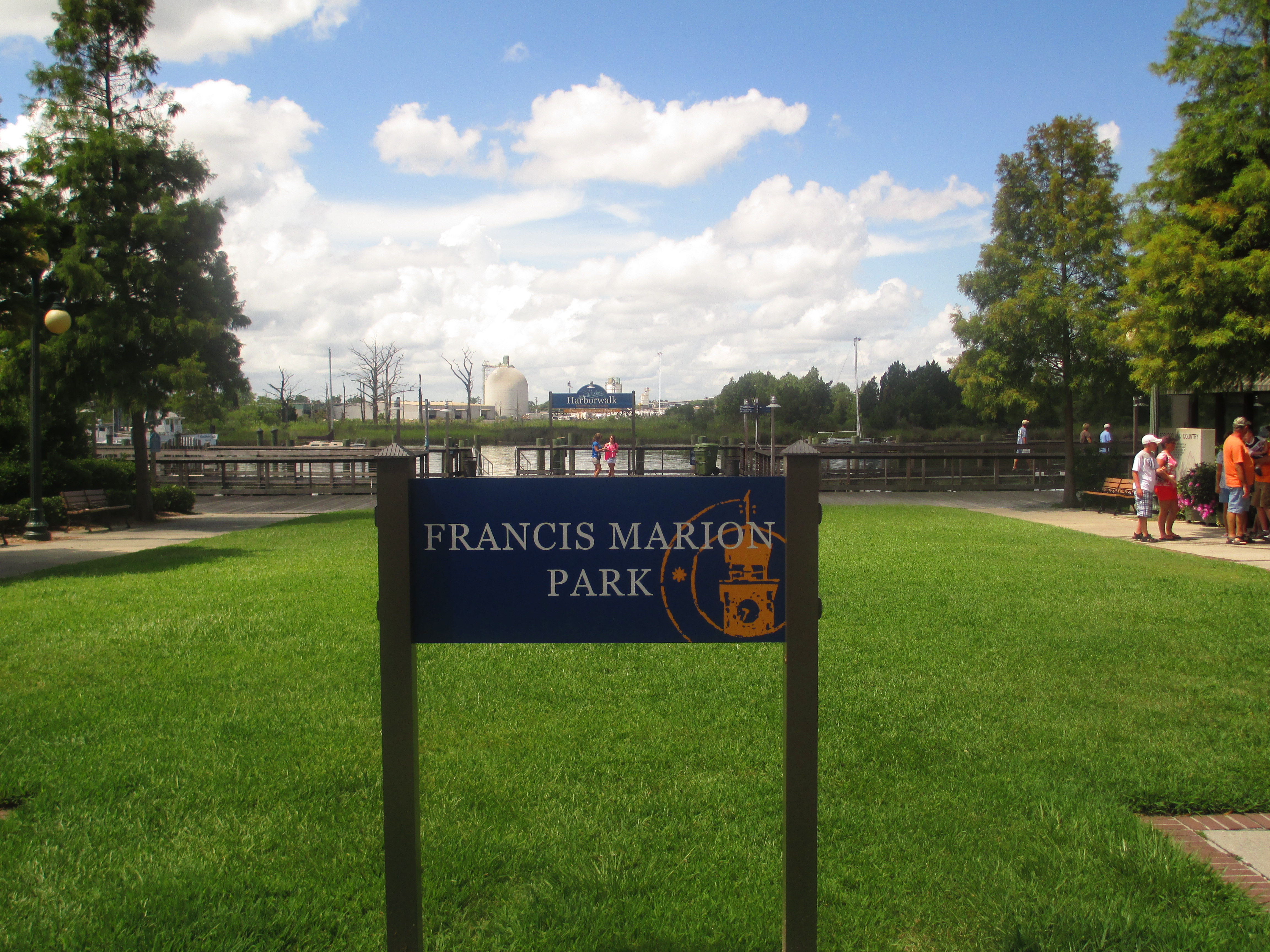
El Francis Marion Park está ubicado frente al Harborwalk en Georgetown, Carolina del Sur.

El Bosque Nacional Francis Marion cerca de Charleston, Carolina del Sur, lleva el nombre de Marion, al igual que el histórico Hotel Francis Marion en el centro de Charleston. Muchos otros lugares en todo el país llevan el nombre de Marion. La ciudad de Marion, Iowa, lleva el nombre de Francis, donde se celebra un festival anual de Swamp Fox y un desfile cada verano. El condado de Marion, Carolina del Sur, y su sede, la ciudad de Marion, llevan el nombre de Marion. La ciudad cuenta con una estatua del general Marion en la plaza de la ciudad, y tiene un museo que incluye muchos artefactos relacionados con Francis Marion; La mascota de Marion High School es el zorro del pantano. La Universidad Francis Marion se encuentra cerca del Condado de Florence, Carolina del Sur.
En Washington D. C., Marion Park es uno de los cuatro "grandes" o grandes parques de la constelación de Parques del Capitolio. El parque está delimitado por las calles 4th y 6th y en la intersección de E Street y South Carolina Avenue en el sureste de Washington D. C.
Los municipios de Marion en Alabama, Illinois, Indiana, Iowa, Kansas, Luisiana, Massachusetts, Misisipi, Nueva York, Carolina del Norte, Ohio, Pensilvania, Carolina del Sur, Virginia y Marion Center, Pensilvania llevan el nombre de Francis Marion. El condado de Marion, Indiana (de la que forma parte la ciudad de Indianápolis), recibe su nombre por el general, al igual que los condados de Marion en Alabama, Arkansas, Florida, Georgia, Iowa, Illinois, Kansas, Kentucky, Misuri, Misisipi, Ohio, Oregón , Carolina del Sur, Tennessee, Texas y Virginia Occidental, y más de 30 municipios en 9 estados. El Military Military College Marion Institute en Marion, Alabama, tiene una organización llamada Swamp Fox que se atribuye a Francis Marion. El marionberry lleva el nombre del condado en Oregón y por eso deriva su nombre de él. La Guardia Nacional Aérea de Carolina del Sur, ubicada a unas 12 millas al este de Columbia en Eastover, Carolina del Sur, ostenta el título "Hogar del zorro del pantano" y tiene una imagen del rostro de un zorro pintado en el cuerpo de su caza F-16. Chorros.
En 1850, el pintor William Tylee Ranny (1813–1857) produjo Marion Crossing the Pee Dee, basado en los acontecimientos posteriores a la batalla de Camden en la Revolución Americana. La imagen, que se muestra en el Museo Amon Carter, muestra a Marion sentada sobre un caballo y hablando con un subordinado en la última fila de un pequeño bote, siendo Marion la segunda desde la izquierda..
En 2006, la Cámara de Representantes de Estados Unidos aprobó un monumento a Francis Marion, que se construirá en Washington D. C., en algún momento en 2007–08. El proyecto de ley murió en el Senado y se reintrodujo en enero de 2007. El Acta de la Asamblea General de Brigadier Francis Marion de 2007 fue aprobada por la Cámara de Representantes en marzo de 2007, y el Senado en abril de 2008. El proyecto de ley se incluyó en la Ley General de Recursos Naturales Consolidados. 2008, que pasó ambas casas y se promulgó en mayo de 2008.

La USS Francis Marion pertenecía a la Marina de EE. UU. Se trataba de un transporte de ataque de la clase de Paul Revere. El barco sirvió como la bandera para COMPHIBGRU 2 (Comandante Grupo Anfibio 2). Durante muchos años, el Escuadrón Submarino Cuatro en la Base Naval de Charleston se llamó a sí mismo el Escuadrón Zorro del pantano.

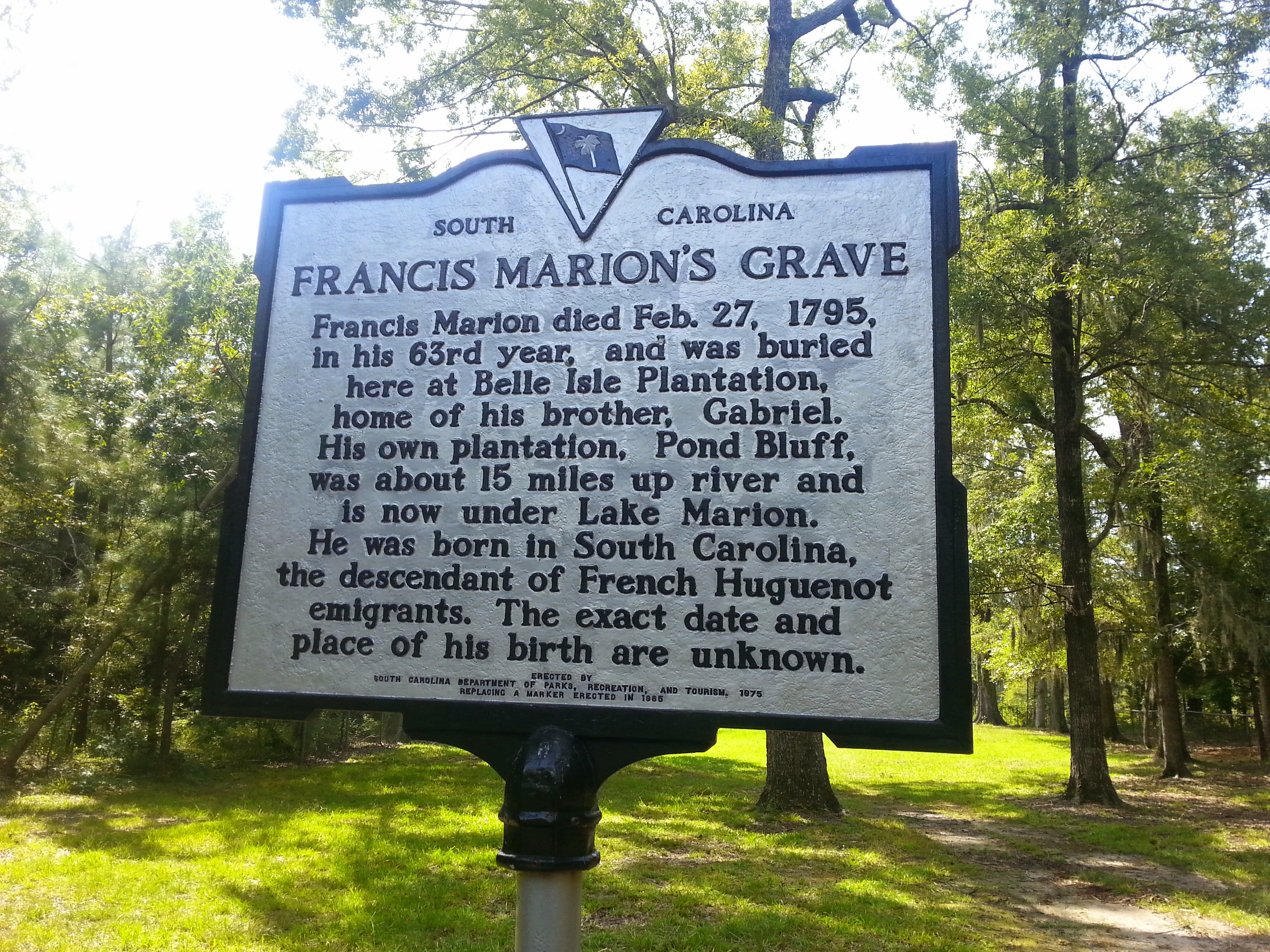
Marcador histórico en el sitio de entierro de Ciénaga de Marion de Francis "General Zorro"
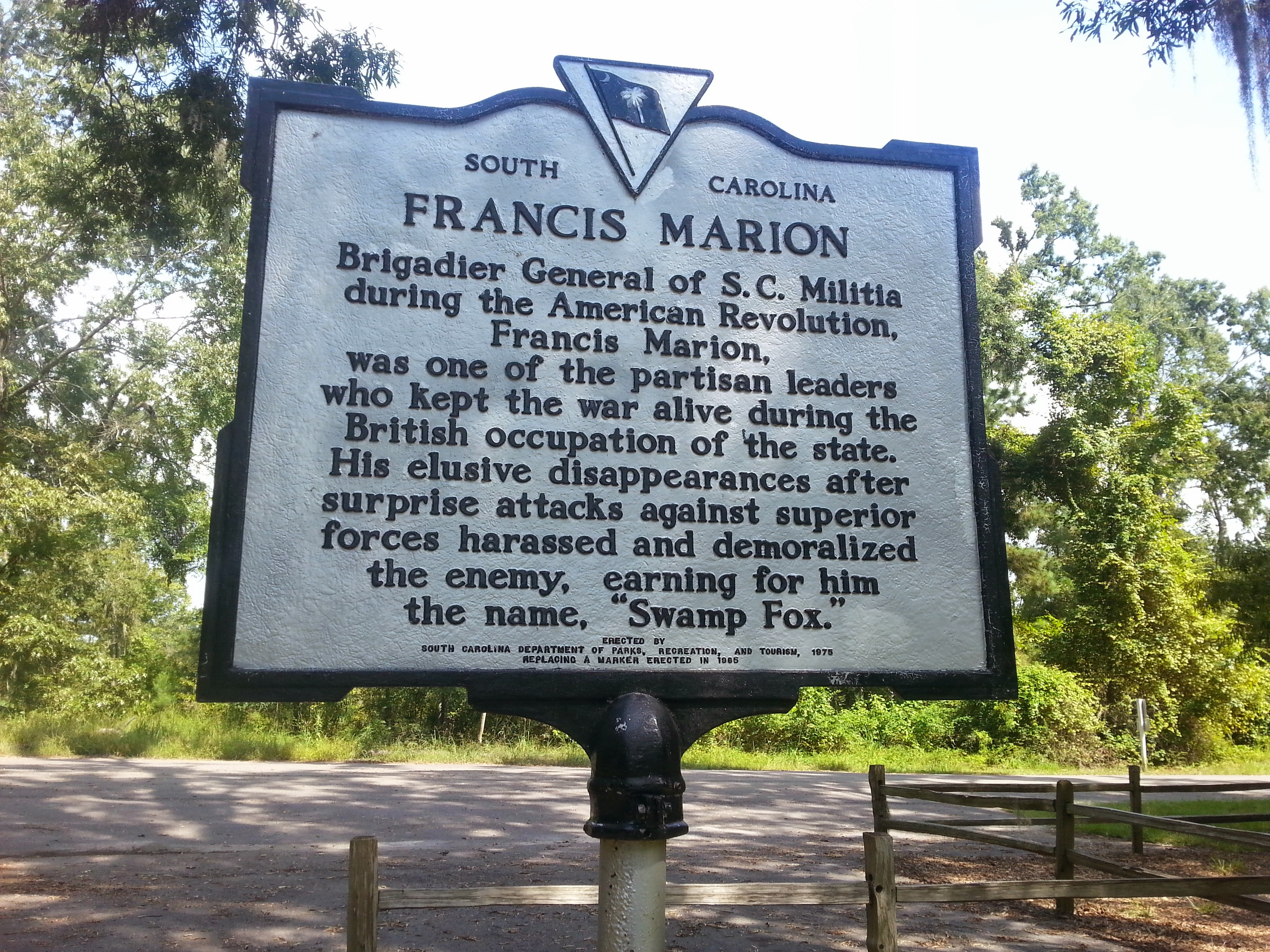
Marcador histórico en el sitio de entierro de Ciénaga de Marion de Francis "General Zorro"
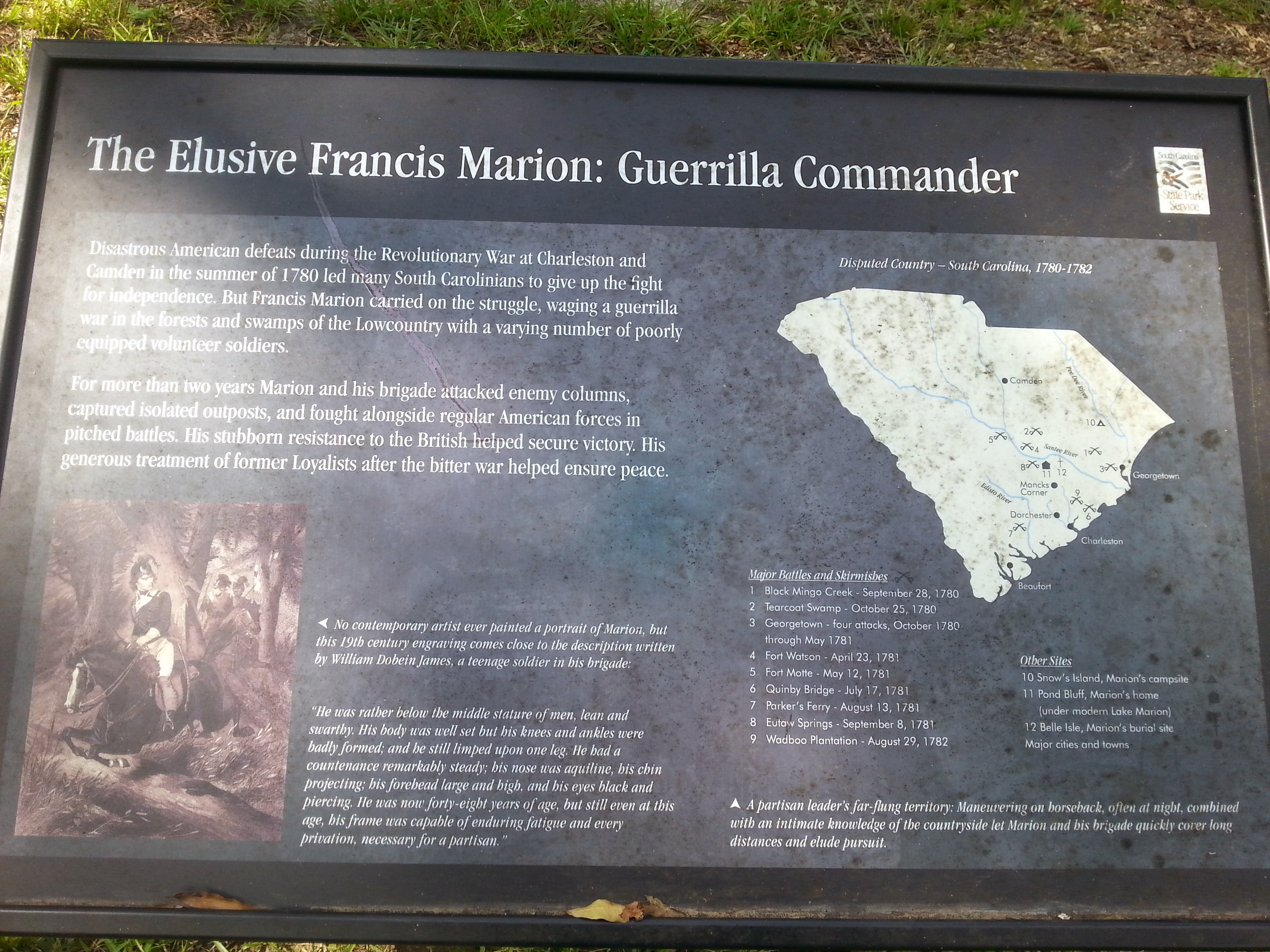
Señal informativa en el sitio de entierro de Ciénaga de Marion de Francis "General Zorro"
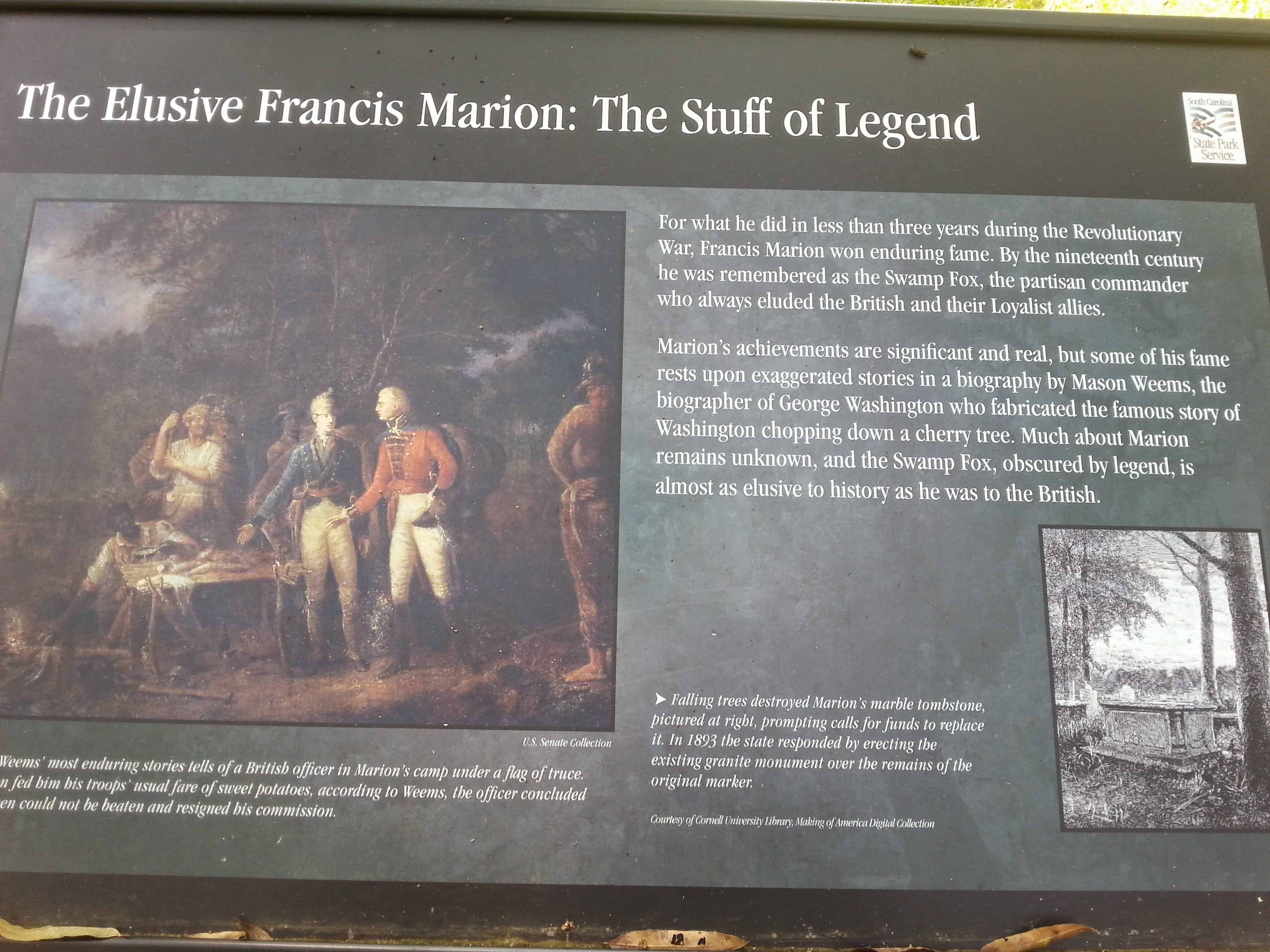
Señal informativa en el sitio de entierro de Ciénaga de Marion de Francis "General Zorro"
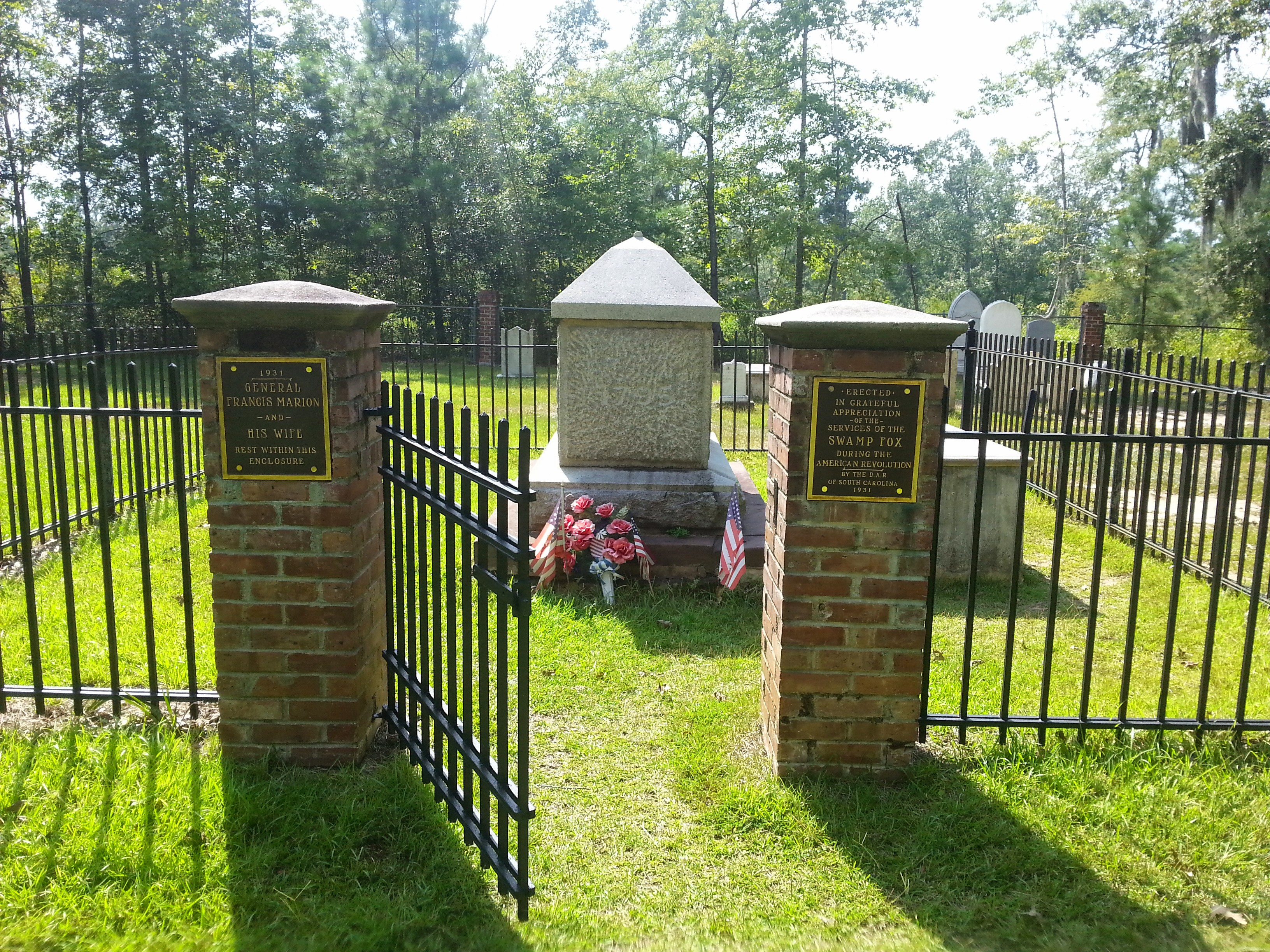
Final descansando sitio de Ciénaga de Marion de Francis "General Zorro"
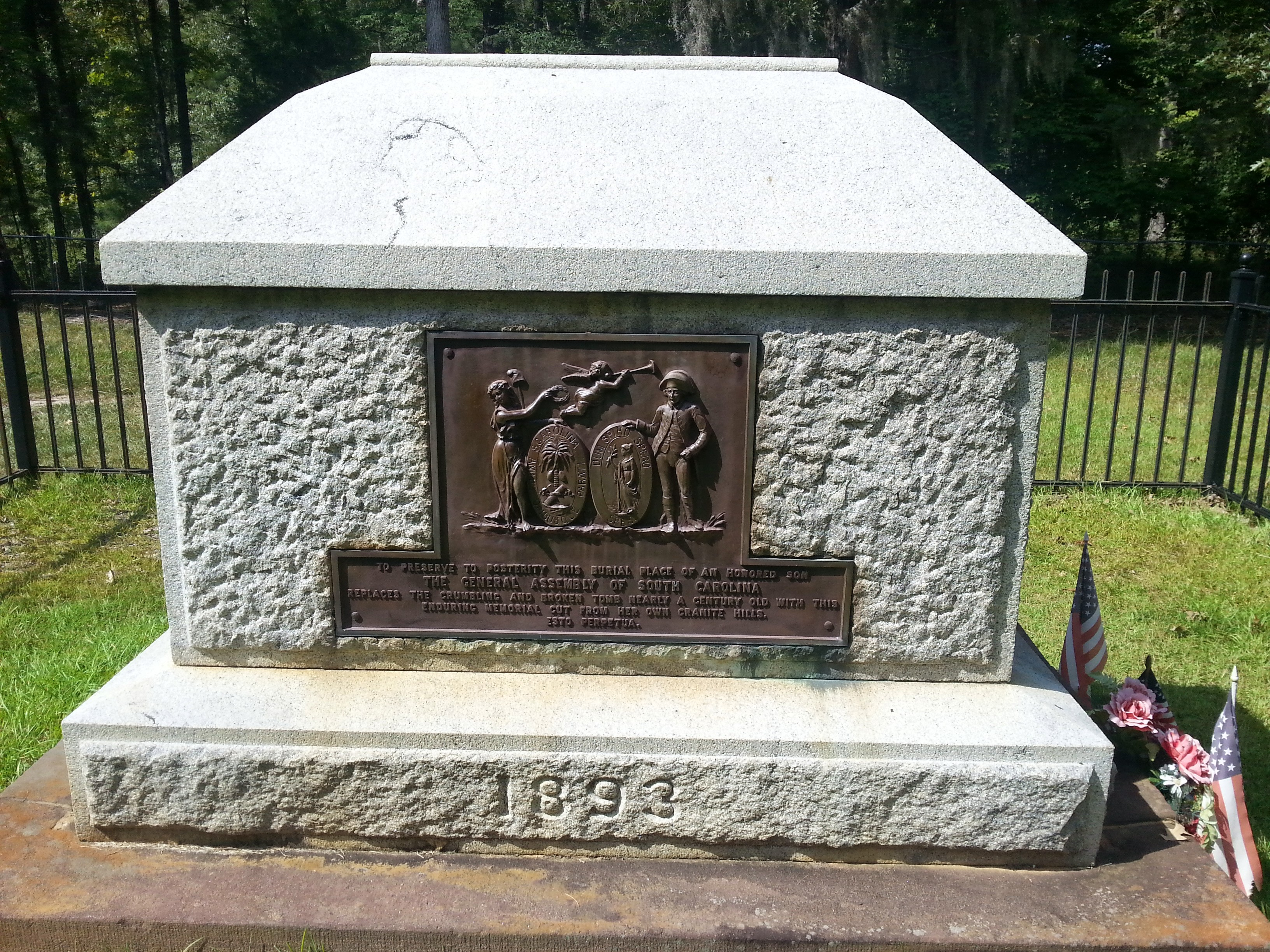
Final descansando sitio de Ciénaga de Marion de Francis "General Zorro"

## Otras Lecturas
- Chisholm, Hugh, ed. (1911). Varios autores (1910-1911). «Encyclopædia Britannica».  En Chisholm, Hugh, ed. Encyclopædia Britannica. A Dictionary of Arts, Sciences, Literature, and General information (en inglés) (11.ª edición). Encyclopædia Britannica, Inc.; actualmente en dominio público.
- Graves, Robert D. Zorro de ciénaga. 1959.
- Boddie, William Willis. Historia de Williamsburg. Columbia, SC: Estatal Co., 1923.
- Boddie, William Willis. Los hombres de Marion: Una Lista de Dos mil quinientos. Charlestón, SC: Heisser Impresión Co., 1938.
- Boddie, William Willis. Tradiciones del Zorro de Ciénaga: William W. Boddie  Francis Marion. Spartanburg, SC: Reimpresión Co. 2000.
- Busick, Sean R. Un Deseo Sereno para Historia: William Gilmore Simms tan Historiador. 2005.  ISBN 1-57003-565-2.
- Cate, Alan C. Fundando Luchador: El Battlefield Dirigentes Quién Hizo Independencia americana. Praeger, 2006.
- Oller, John. El Zorro de Ciénaga: Cómo Francis Marion Salvó la Revolución americana. Boston: Da Capo Prensa, 2016.  ISBN 978-0-306-82457-9.
- Risjord, Norman K. Americanos representativos: La Generación Revolucionaria. Rowman & Littlefield, 2001.
- Simms, W.G. La Vida de Francis Marion. Nueva York, 1833.
- Myers, Jonathan. Zorro de ciénaga: Nacimiento de una Leyenda. Estudios de ambición, 2004.
- Young, Jeffrey Robert. Domesticando Esclavitud: La Clase Maestra en Georgia y Carolina del Sur, 1670@–1837. Universidad de Prensa de Carolina del Norte, 1999.
- Wickwire, Franklin y Mary. Cornwallis Y la Guerra de Independencia. John Dickens & Co, 1970.
- Vídeos de Marion del Francis
- El Zorro de Ciénaga, Smithsonian.com
- La Página de Libros En línea: Textos aproximadamente Francis Marion